# Obléhání Bělehradu
Obléhání Bělehradu (maďarsky Nándorfehérvár) bylo ozbrojené střetnutí osmansko-uherských válek, které se odehrálo ve dnech 4. července až 22. července 1456. 

## Průběh
Osmanský sultán Mehmed II. oblehl Bělehrad, hájený uherským vojevůdcem Jánosem Hunyadym. Obléhání trvalo téměř dva měsíce. Hunyady se svými Uhry nakonec 22. července statečným výpadem prorazil obležení a dobyl turecký tábor. Hunyadyovým spojencem byl františkánský kněz Jan Kapistránský, jehož kázání Uhrům dodávala odvahu. V táboře vítězného vojska však vypukla epidemie moru, jíž 11. srpna padl za oběť Hunyady a po dvou měsících rovněž Jan Kapistránský.

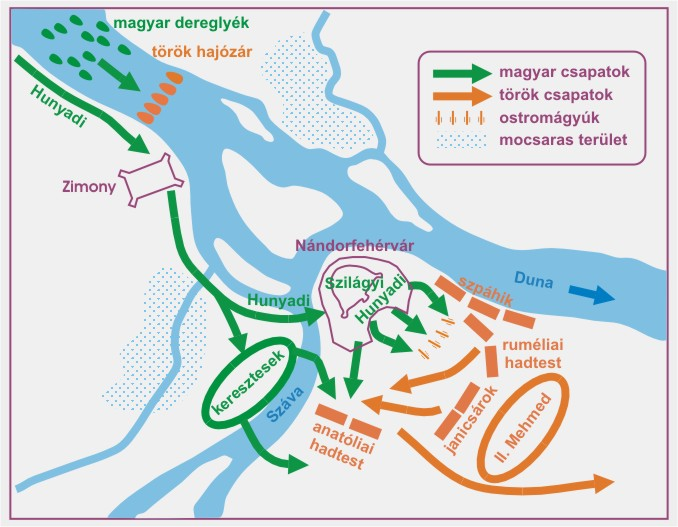
Schéma průběhu bitvy (maďarsky)
zeleně - Maďaři
oranžově - Turci
modře - řeky; modře tečkovaně - mokřady

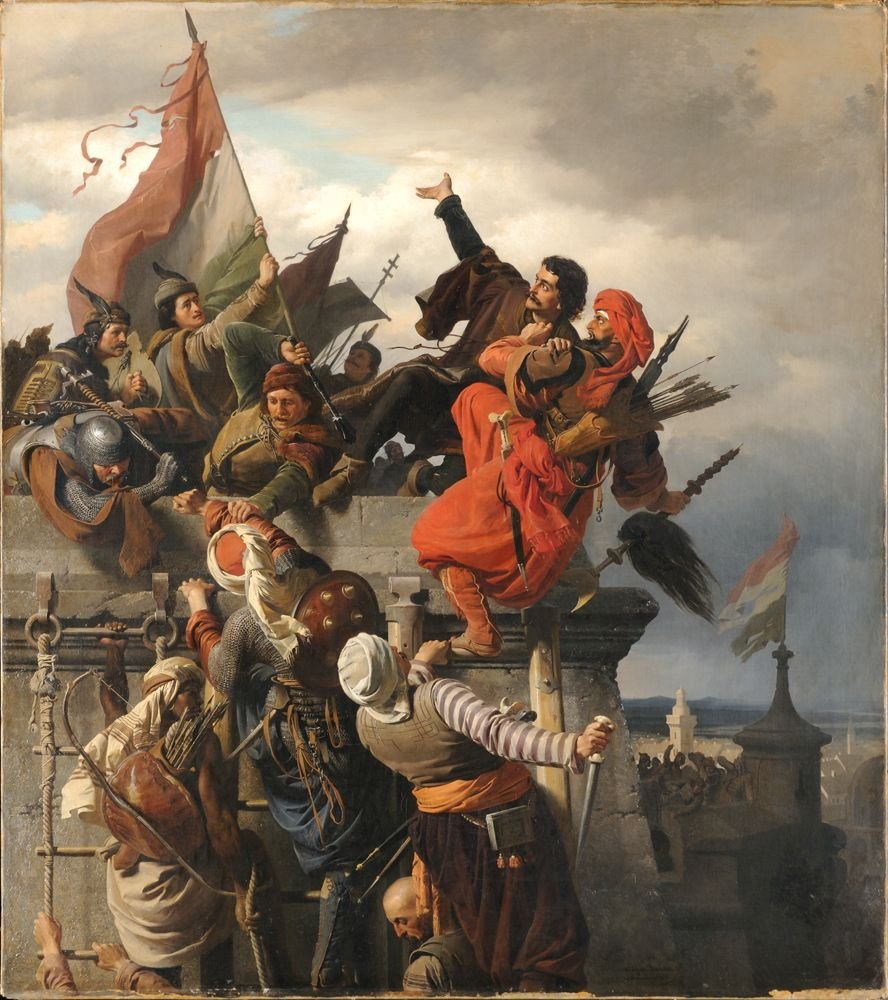
Alexander von Wagner: oběť Titusze Dugovicse

Připomínkou vítězné bitvy, která oddálila dobytí Uher Turky o 70 let, je dodnes polední zvonění katolických kostelů na celém světě. Tento zvyk totiž zavedl papež Kalixt III. právě na připomínku osvobození Bělehradu.